# Sluchové kůstky
Sluchové kůstky (latinsky: ossicula auditus) kůstky středního ucha či ušní kůstky jsou tři kůstky – kladívko (malleus), kovadlinka (incus) a třmínek (stapes) – uložené v dutině středního ucha v bubínkové dutině savců (cavum tympani) a napojené na bubínek. Kladívko a kovadlinka patří k mandibulárnímu, třmínek k hyoidnímu oblouku. Řetěz těchto kůstek přenáší zvuk od bubínku do vnitřního ucha – ploténka třmínku se dotýká oválného okénka ve vnitřním uchu.

## Embryonální původ
Středoušní kůstky vznikly přeměnou částí původních žaberních oblouků, které po přechodu obratlovců na souš ztratily svůj smysl, ale v určitých obměnách se (přinejmenším v zárodečném stadiu) uchovaly. Třmínek vzniká z hyomandibulare (struktura původem z hyoidního oblouku), kladívko z Meckelovy chrupavky (což je struktura z ventrální části mandibulárního oblouku) a kovadlinka ze struktury zvané palatoquadratum (jenž má svůj původ v dorzální části mandibulárního oblouku).